# Joe DiPietro
Joe DiPietro (* 1961) ist ein US-amerikanischer Bühnenautor, der vor allem in den Bereichen Off-Broadway und Musical tätig ist.

## Leben
Joe DiPietro schrieb unter anderem das Off-Broadway-Stück Over the River and Through the Woods, das in über hundert Produktionen gespielt wurde. Sein komischer Thriller The Art of Murder gewann 2000 den Edgar Award (eine Art „Oscar“ für Krimi-Autoren) für das beste Stück. Joe DiPietro schrieb außerdem das Buch für das „neue“ Gershwin-Musical They all laughed!, und eine neue Libretto-Fassung von Rodgers & Hammersteins Allegro. 2003 kam zudem sein Musical Can't help falling in love mit Songs von Elvis Presley auf die Bühne. Zusammen mit dem Komponisten Jimmy Roberts schrieb er das Stück The Thing about Men nach dem Film Männer von Doris Dörrie.
Im Jahr 1996 landeten die beiden ihren großen Wurf, das Off-Broadway-Musical I Love You, You’re Perfect, Now Change. Das Stück läuft seither in New York und wurde auch an zahlreichen anderen Orten inszeniert, im deutschen Sprachraum zunächst im Wuppertaler TiC und Wien.